# 卡倫·佛森
卡倫·佛森（Karin Fossum，1954年11月6日—）是挪威犯罪小說作家 ，通常被稱為“挪威的犯罪女王”。
她以偵探Konrad Sejer系列犯罪小說聞名，該系列已被翻譯成25種語言，並榮獲多個獎項。《不要回頭》獲得北歐犯罪小說協會最佳犯罪小說玻璃鑰匙獎，《大聲呼喚你》入圍2005年英國金匕首獎。

## 獎項
- 玻璃鑰匙獎